# Bielajewo (obwód kurski)
Bielajewo (ros. Беляево) – wieś (ros. село, trb. sieło) w zachodniej Rosji, centrum administracyjne sielsowietu bielajewskiego w rejonie konyszowskim (obwód kurski).

## Geografia
Miejscowość położona jest nad Rżawcem (lewy dopływ Wandarieca w dorzeczu Swapy), 13 km na północny zachód od centrum administracyjnego rejonu (Konyszowka), 76 km na północny zachód od Kurska.
We wsi znajduje się 211 posesji.
Klimat
Miejscowość, jak i cały rejon, znajduje się w strefie klimatu kontynentalnego z łagodnym ciepłym latem i równomiernie rozłożonymi opadami rocznymi (Dfb w klasyfikacji klimatów Köppena).

## Demografia
W 2010 r. wieś zamieszkiwało 306 osób.